# Anthophora mangkamensis
Anthophora mangkamensis är en biart som beskrevs av Wu 1982. Anthophora mangkamensis ingår i släktet pälsbin, och familjen långtungebin. Inga underarter finns listade i Catalogue of Life.